# Ashtamangala
Ashtamangala zijn een heilig stel van acht geluksbrengende symbolen in de dharmatradities: hindoeïsme, jaïnisme, boeddhisme en sikhisme.
Ashtamangala zijn leermiddelen die dienen als ishta devata (in Sanskriet; yidam in het Tibetaans), ofwel een verlicht heilige die door de mediterende wordt gebruikt om zich op te richten tijdens zijn persoonlijke meditatie.
Deze middelen of energetische handtekeningen richten zich niet alleen op de kwaliteiten van de verlichte mindstream (Sanskriet: saṃtana, een moment-tot-momentcontinuïteit van bewustzijn), maar zijn de inzegening die deze verlichte guna (kwaliteiten) inkleden.

## Boeddhisme

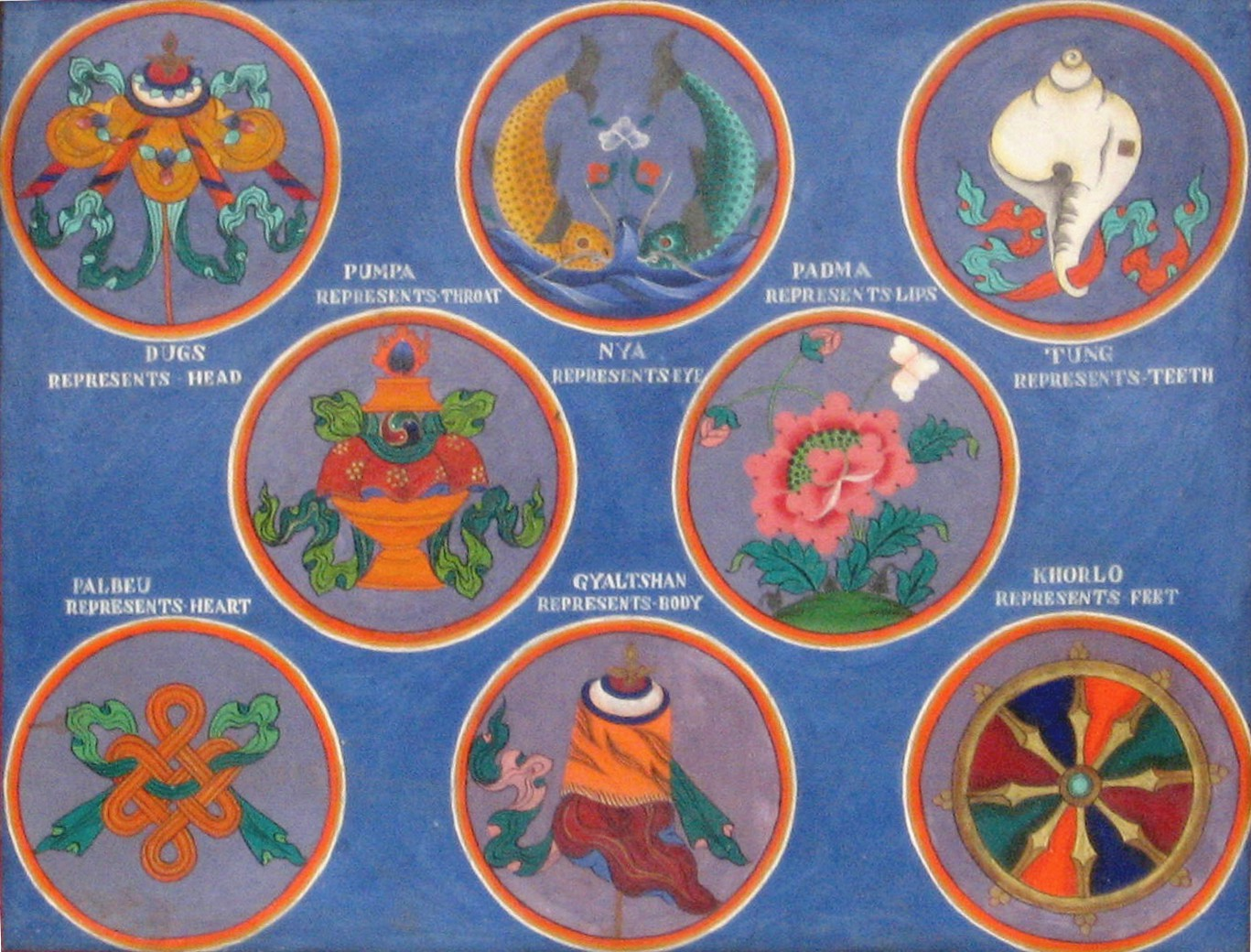
Ashtamangala,
Eerste rij: kostbare paraplu, paar gouden vissen en witte schelp
Tweede rij: schatvaas, lotus
Derde rij: oneindige knoop, overwinningsbanier en wiel

In het boeddhisme wordt vooral gebruikgemaakt van een bepaalde set van volgende acht geluksbrengende ashtamangala:
- Kostbare paraplu
- Gouden vissen
- Witte schelp, in de vorm van een Schelphoorn
- Schatvaas
- Lotus
- Oneindige knoop
- Overwinningsbanier
- Wiel

## Volgorde van de symbolen
In de verschillende tradities worden de symbolen op andere volgorden gerangschikt.
| Symbol          | Nepal | China |
| --------------- | ----- | ----- |
| Oneindige knoop | 1     | 8     |
| Lotosbloem      | 2     | 5     |
| Banier          | 3     | 3     |
| Dharmachakra    | 4     | 1     |
| Schatvaas       | 5     | 6     |
| Goudvissen      | 6     | 7     |
| Paraplu         | 7     | 4     |
| Witte schelp    | 8     | 2     |

## Hindoeïstische symbolen
In de hindoeïstische traditie mogen de Ashtamangala bij bepaalde gelegenheden gebruikt worden zoals: bij Pujas, huwelijken (van Hindoes) en kroningen. De Ashtamangala worden uitvoerig beschreven in teksten over hindoeïsme, boeddhisme en jaïnisme. Ze worden afgebeeld in decoraties en beeldjes.
- De Noord-Indiase traditie kent de volgorde:
  - Leeuw
  - Stier
  - Olifant
  - Waterkruik of -vat met edelstenen
  - Vliegenmepper
  - Vlag
  - Trompet
  - Olielamp
- De Zuid-Indiase traditie kent de volgorde:
  - Vliegenmepper
  - Gevulde vaas
  - Spiegel
  - Olifantenstaf
  - Trommel
  - Olielamp
  - Vlag
  - Goudvissen

- De lijst kan afwijken naar gebied of sociale laag.

## Jaïnistische symbolen

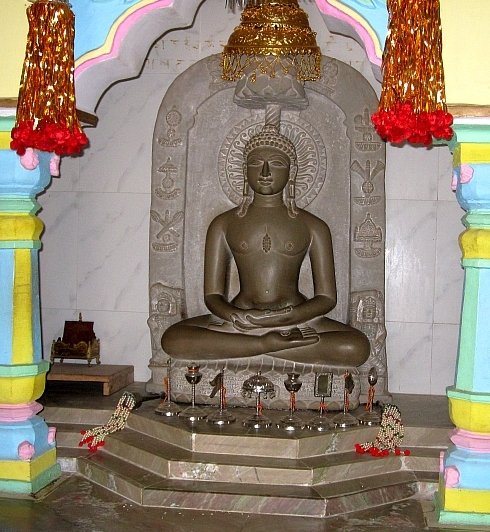
Adinath-beeld met Ashtamangala

Ook in het jaïnisme zijn de Ashtamangala een groep van acht gelukssymbolen. Er is enige variatie tussen de verschillende tradities.
Binnen de Digambar-traditie bestaan de volgende symbolen:
1. Parasol
2. Banier
3. Voesdelvat
4. Vliegenmepper
5. Spiegel
6. Zetel
7. Waaier
8. Vaas

Binnen de Svetambara-traditie bestaan de symbolen:
1. Swastika
2. Sri Vatsa
3. Nandavarta
4. Voedselvat
5. Bhadrasana (zetel)
6. Kruik
7. Spiegel
8. Goudvissen